# John Davis (explorador del siglo XIX)

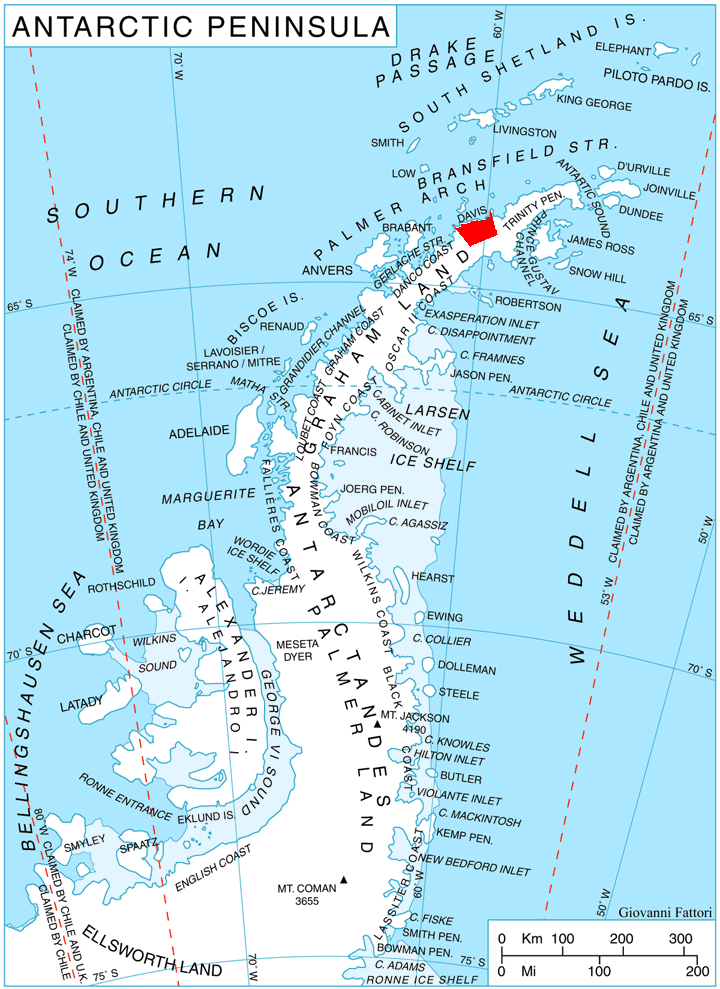
Localización de a costa Davis, donde John Davis alegaba haber desembarcado en la Antártida.

John Davis (Surrey, Inglaterra), 1784- ?) fue un capitán de barco inglés dedicado a la caza de focas en Connecticut (USA), que decía haber sido el primer hombre en desembarcar en la Antártida el 7 de febrero de 1821, poco después de los primeros avistamientos del nuevo continente de Fabian von Bellingshausen, Mijail Petrovich Lazarev, Edward Bransfield y Nathaniel Palmer. Muchos historiadores dudan de la verosimilitud de este evento.
Se unió a la Marina Mercante a la edad de 16 años en 1800. Viajó a la Antártida en siete ocasiones, trabajando la mayoría de las veces como capitán de navío y nunca se casó.

## Reclamación antártica
Davis y su tripulación del barco foquero estadounidense, Cecilia, sostuvieron que habían desembarcado en la bahía de Hughes (64°01'S) en busca de focas durante menos de una hora. La entrada del diario de a bordo dice lo siguiente:

Comienza con la apertura del tiempo nublado y vientos suaves un paseo por una gran masa de tierra en esa dirección SE a las 10 a.m. Se cierra con nuestro bote y lo envió a tierra para buscar focas a las 11 a.m. el bote regresó, pero no encontraron signos de foca a mediodía nuestra latitud era 64°01'S Se levantó una gran bahía, tierra alta y cubierta enteramente [sic] con nieve el viento que viene gira al Norte y al Este con un clima espeso El barco viró y se dirigió aguas adentro. A las 4 p.m. galerna fresca y clima grueso con nieve... Termina con fuertes vendavales al ENE Concluye a sacar lo mejor de nuestra ruta para el barco Creo que esta Tierra Meridional es un continente.
Commences with open Cloudy Weather and Light winds a standing for a Large Body of Land in that Direction SE at 10A.M. close in with it our Boat and Sent her on Shore to look for Seal at 11A.M. the Boat returned but find no sign of Seal at noon our Latitude was 64°01’ South Stood up a Large Bay, the Land high and covered intirely [sic] with snow the wind coming Round to the North & Eastward with Thick weather Tacked ship and headed off Shore. At 4P.M. fresh Gale and Thick weather with snow… Ends with Strong Gales at ENE Concluded to make the Best of our way for the Ship I think this Southern Land to be a Continent.

Fueron los primeros hombres de los que se tiene constancia que reclamaron haber puesto pie en el recién descubierto continente de la Antártida.

## Legado
Apenas queda nada más en su recuerdo que una costa con su nombre, la franja costera donde los hombres alegaron haber desembarcado, que se denomina costa Davis.